# Thomas Aquino Manyo Maeda
Thomas Aquino Manyo Maeda (Nagasaki, 3. ožujka 1949.) japanski je katolički prelat koji je nadbiskup osakansko-takamatski od 2023. godine.
Od bio je 2016. potpredsjednik Japanske biskupske konferencije. Papa Franjo imenovao je Maedu kardinalom 28. lipnja 2018., dodijelivši mu naslovnu crkvu Santa Pudenziana. Dana 15. kolovoza 2023. kardinal Maeda imenovan je nadbiskupom novouspostavljene nadbiskupije Osaka-Takamatsu.